# Hugo Beurey
Hugo Beurey, född 17 maj 1998 i Nancy, är en fransk roddare.

## Karriär
I juni 2019 vid EM i Luzern tog Beurey brons tillsammans med Léo Grandsire, Benjamin David och Ferdinand Ludwig i lättvikts-scullerfyra.
I maj 2023 vid EM i Bled tog Beurey sitt första EM-guld i lättvikts-singelsculler.